# Khalilabad
Khalilabad (Hindi: खलीलाबाद, Urdu: خلیل آباد Khalīlābād [xʌliːlaːbaːd̪]) ist eine Stadt im indischen Bundesstaat Uttar Pradesh mit rund 48.000 Einwohnern (Volkszählung 2011).
Die Stadt liegt im Nordosten des Bundesstaates 35 Kilometer westlich von Gorakhpur und 35 Kilometer westlich von Basti. Khalilabad ist Verwaltungssitz des Distrikts Sant Kabir Nagar.
Khalilabad trägt seinen Namen (vgl. -abad) nach Khalil-ur-Rahman, der 1680 vom Mogul-Kaiser Aurangzeb zum Statthalter von Gorakhpur ernannt wurde.
Durch Khalilabad führt die nationale Fernstraße NH 28 von Lakhnau nach Barauni. Über die Eisenbahnstrecke von Lakhnau nach Gorakhpur ist Khalilabad an das Bahnnetz angeschlossen.